# JACC: Clinical Electrophysiology
JACC: Clinical Electrophysiology (skrót: JACC Clin Electrophysiol) – amerykańskie czasopismo kardiologiczne, wydawane od 2015. Specjalizuje się w publikowaniu prac dotyczących zaburzeń rytmu serca. Oficjalny organ American College of Cardiology. Dwumiesięcznik.
Czasopismo należy do rodziny periodyków wydawanych przez American College of Cardiology, gdzie głównym tytułem jest „Journal of the American College of Cardiology” a tytułami specjalistycznymi są m.in.: „JACC: Basic to Translational Science”, „JACC: Cardiovascular Interventions”, „JACC: Cardiovascular Imaging” oraz właśnie „JACC: Clinical Electrophysiology”. Kwestie wydawniczo-techniczne tytułu leżą w gestii koncernu wydawniczego Elsevier.
Tematyka publikacji ukazujących się w tym czasopiśmie obejmuje wszystkie aspekty epidemiologii, patogenezy, diagnostyki i leczenia arytmii serca. Publikowane są prace oryginalne oraz przeglądowe z zakresu kardiologii, chirurgii sercowo-naczyniowej, neurologii i dziedzin pokrewnych. Akceptowane są także prace eksperymentalne i przedkliniczne bezpośrednio związane z interwencjami diagnostycznymi lub terapeutycznymi.
Redaktorem naczelnym jest Kalyanam Shivkumar – profesor kardiologii, radiologii i bioinżynierii związany z Uniwersytetem Kalifornijskim w Los Angeles.
W międzynarodowym rankingu SCImago Journal Rank (SJR) mierzącym znaczenie poszczególnych czasopism naukowych „JACC: Clinical Electrophysiology” zostało w 2019 sklasyfikowane na 11. miejscu wśród czasopism z dziedziny fizjologii oraz na 38. miejscu wśród czasopism z dziedziny kardiologii i medycyny sercowo-naczyniowej. 
W polskim wykazie czasopism punktowanych przez Ministerstwo Nauki i Szkolnictwa Wyższego periodyk otrzymał 70 pkt (2019).
Artykuły ukazujące się w tym tytule są indeksowane w PubMed oraz w Scopusie.